# Lilla Iglevattnet
Lilla Iglevattnet är en sjö i Uddevalla kommun i Bohuslän och ingår i Göta älv-Bäveåns kustområde. Sjön är 4,8 meter djup, har en yta på 0,003 kvadratkilometer och är belägen 122,7 meter över havet.